# Unità atomiche
Le unità atomiche (au) sono un sistema di unità di misura usato nella fisica atomica per descrivere le proprietà degli elettroni. Tutte le unità di questo sistema vengono scelte ponendo uguale ad uno i valori di alcune costanti che descrivono proprietà fondamentali degli elettroni.
| Quantità         | Nome                          | Simbolo                | Valore in unità SI          |
| ---------------- | ----------------------------- | ---------------------- | --------------------------- |
| lunghezza        | raggio di Bohr                | {\displaystyle a_{0}}  | 5,29177210903(80)×10−11 m   |
| massa            | massa a riposo dell'elettrone | {\displaystyle m_{e}}  | 9,1093837015(28)×10−31 kg   |
| carica           | carica elementare             | {\displaystyle e}      | 1,602176634×10−19 C         |
| momento angolare | costante di Planck ridotta    | {\displaystyle \hbar } | 1,054571817646156×10−34 J s |
| energia          | energia di Hartree            | {\displaystyle E_{h}}  | 4,3597447222071(85)×10−18 J |

La costante di Coulomb {\displaystyle k=1/4\pi \varepsilon _{0}} è anch'essa uguale a uno in questo sistema. Dato che queste sei quantità non sono indipendenti è sufficiente definire quattro di queste unità per avere automaticamente anche le altre.
Alcune unità derivate sono:
| Quantità | Simbolo                                      | Valore in unità SI          |
| -------- | -------------------------------------------- | --------------------------- |
| tempo    | {\displaystyle {\frac {\hbar }{E_{h}}}}      | 2,4188843265857(47)×10−17 s |
| velocità | {\displaystyle {\frac {a_{0}E_{h}}{\hbar }}} | 2,18769126364(33)×106 m/s   |
| forza    | {\displaystyle {\frac {E_{h}}{a_{o}}}}       | 8,2387234983(13)×10−8 N     |

Nelle unità atomiche, il magnetone di Bohr vale {\displaystyle \mu _{B}=1/2}, e la velocità della luce nel vuoto vale {\displaystyle c=1/\alpha \approx 137,036}, dove {\displaystyle \alpha } è la costante di struttura fine.
L'uso delle unità atomiche semplifica anche l'equazione di Schrödinger. Per esempio nel SI l'Hamiltoniana per un elettrone in un atomo di idrogeno sarebbe affetta da molte costanti dimensionali:
{\displaystyle {\hat {H}}=-{{{\hbar ^{2}} \over {2m_{e}}}\nabla ^{2}}-{1 \over {4\pi \varepsilon _{0}}}{{e^{2}} \over {r}}}
mentre in unità atomiche ha la forma adimensionale:
{\displaystyle {\hat {H}}=-{{{1} \over {2}}\nabla ^{2}}-{{1} \over {r}}}